# Мозговий Олег Миколайович
Мозговий Олег Миколайович (нар. 20 лютого 1953, Київ, Україна) — український управлінець, державний діяч, вчений-економіст — доктор економічних наук, професор, академік міжнародної слов'янської Академії наук (1998 р.), академік Академії економічних наук (2012 р.), член Спілки економістів України (2010 р.), завідувач кафедри міжнародних фінансів Державного вищого навчального закладу «Київський національний економічний університет імені Вадима Гетьмана».

## Біографія
Народився 20 лютого 1953 року у м. Києві. Закінчив Київський інститут народного господарства (1980 р.) та Міжнародний інститут менеджменту (1990 р.).

## Освіта
- 1976—1980 роки - Київський інститут народного господарства, планово-економічний факультет, економіст, «Планування промисловості»;
- 1990 року  — Міжнародний інститут менеджменту, магістр ділової адміністрації з питань зовнішньоекономічної діяльності, магістерська робота «Лізингові операції в зовнішній торгівлі»;
- 1988 року, КНЕУ  — кандидатська дисертація «Організація та функціонування промислових вузлів в Україні»;
- 1999 року, КНЕУ  — докторська дисертація «Формування системи регулювання фондового ринку України (методологія та організація)».

## Трудова діяльність
- 08.1968-05.72 — фрезерувальник, Київ. НДІ радіоелектроніки.
- 05.1972-05.74 — служба в армії.
- 12.1974-12.75 — фрезерувальник, з-д НДІ «Квант».
- 12.1975-08.84 — слухач підготовчого відд., студент, асистент, аспірант, Київський інститут народного господарства
- 08.1984-09.88 — ст. інж.-економіст, пров. спеціаліст, гол. спеціаліст, Державний проєктний ін-т «Київський Промбудпроєкт».
- 11.1988-08.95 — старший викладач, доцент. кафедри міжнародних економічних відносин, 1992—1994 рр. — 1-й декан факультету міжнародної економіки і права, Київський інститут народного господарства
- 12.06.1995-24.06.2004 — Голова Державної комісії з цінних паперів та фондового ринку.
- 10.2008-03.09 — член Комісії — директор департаменту нагляду за кредитними установами, Державна комісія з регулювання ринків фінансових послуг України.
- 06.2009-12.2011 — член Державної комісії з цінних паперів та фондового ринку.
- 12.2011-12.2014 — член Національної комісії з цінних паперів та фондового ринку.[2]

Державний службовець 1-го рангу (з 1995 року)
- 1-й Голова Державної комісії з цінних паперів та фондового ринку України (з 12.06.1995 року по 24.06.2004 року);
- Радник Першого віце-прем'єр-міністра України (10.2004 р.-02.2005 р.);
- Член Державної комісії з регулювання ринків фінансових послуг України [Архівовано 17 серпня 2021 у Wayback Machine.] (10.2008 р. — 03.2009 р.);
- Член Державної комісії з цінних паперів та фондового ринку України (06.2009 р. — 12.2011 р.);
- Член Національної комісії з цінних паперів та фондового ринку України [Архівовано 6 серпня 2019 у Wayback Machine.] (12.2011 р. — 12.2014 р.)

Є розробником регулятивної системи вітчизняного ринку цінних паперів, зокрема:
- Закону України «Про цінні папери та фондовий ринок»
- Закону України «Про державне регулювання ринку цінних паперів України»
- Закону України «Про акціонерні товариства»
- Закону України «Про депозитарну систему України»
- Закону України «Про інститути спільного інвестування» тощо.

а також численних проектів Рішень Національної комісії з цінних паперів та фондового ринку України.

## Наукова діяльність
Сферою наукових інтересів Олега Миколайовича Мозгового виступають — міжнародні фінанси, регуляторна політика, розвиток фондових ринків в умовах глобалізації. Має понад 120 наукових та науково-методичних праць, є автором і співавтором 3 підручників і 21 навчального посібника, розробником 10 програм навчальних дисциплін. Зокрема монографій: «Ценные бумаги» (1997), «Профессионалы фондового рынка» (1997), «Фондовый рынок Украины» (1997), «Зарубежный фондовый рынок» (1998), «Цінні папери: історія та сучасність» (2003); підручників і навч. посібників: «Сделки на фондовом рынке» (1997), «Основи міжнародного інвестування» (1998, співав.), «Фондовий ринок» (1999), «Міжнародна інвестиційна діяльність» (2003, співав.), «Міжнародні фінанси»(2005, загал. ред.), Міжнародні фінанси (2016, заг.ред.), Фондовий ринок (2013, заг. ред.), Глобальний фінансовий розвиток: тенденції, технології, регулювання (2017, заг. ред.) та інші. Більш детальний список наукових праць розміщений в Google Scholar [Архівовано 3 листопада 2018 у Wayback Machine.]

Перший декан факультету міжнародних економічних відносин Київського державного економічного університету (сучасна назва КНЕУ) (1992—1994 рр.)

Підготував 2-х докторів та 10 кандидатів економічних наук. З 2004 р. — Член спеціалізованої вченої ради Д 26.006.02 по захисту докторських та кандидатських дисертацій зі спеціальності 08.00.02 — світове господарство і міжнародні економічні відносини.  [Архівовано 5 серпня 2018 у Wayback Machine.] 

Проходив наукове стажування в США, Франції, Великій Британії, Аргентині, Чилі, Німеччині.

Член редакційних колегій наукових журналів «Ринок цінних паперів України» [Архівовано 12 червня 2022 у Wayback Machine.] та «Міжнародна економічна політика» [Архівовано 23 червня 2022 у Wayback Machine.] .

## Нагороди
- Орден «За заслуги» II ступеня (2013 р.)
- Орден «За заслуги» III ступеня (2008 р.)
- Почесне звання «Заслужений економіст України» (2003 р.)[5]

## Відзнаки
- Почесна грамота Верховної Ради України (2003 р.)
- Почесна грамота Кабінету Міністрів України (2002 р.)
- У 1997 та 1998 рр. нагороджений дипломами лауреата другої та третьої загальнонаціональної програми «Людина року» в номінації «Фінансист року», володар титулу «Людина року 1998» в номінації «Фінансист року»;
- Нагороджений відзнакою «Знак Пошани» Державної комісії з цінних паперів та фондового ринку (2001 р.);
- Нагрудним знаком Міністерства освіти України «Петро Могила» (2006 р.);
- Відзнакою Державного комітету фінансового моніторингу України — нагрудним знаком «Честь і доблесть» І ступеня (2010 р.);
- Відзнакою Державної служби України «За сумлінну працю» (2010 р.);
- Дипломом та медаллю «20 років незалежності України» міжнародного академічного рейтингу популярності «Золота фортуна» (2011 р.);
- Почесною відзнакою Фонду державного майна України (2011 р.)
- Диплом та пам'ятна медаль «Золота книга ділової еліти України» (2001 р.)
- Дипломом та пам'ятна медаль національної іміджевої програми «Лідери XXI століття»
- Включений до книги «Україна на межі тисячоліть. 500 впливових особистостей» (2000 р.)